# 北山インターチェンジ
北山インターチェンジ（きたやまインターチェンジ）は、静岡県富士宮市北山にある富士宮道路のインターチェンジである。

## 道路
- 富士宮道路（国道139号）

## 接続する道路
- 国道469号

## 歴史
- 1965年9月28日：開通に伴い供用開始
- 1995年9月28日：無料化

## 周辺
- 北山本門寺
- 上条大石寺
- 下条妙蓮寺
- 奇石博物館
- 山宮スポーツ公園
- 富士宮北山工業団地

## 隣
富士宮道路
外神IC - 北山IC- 上井出IC

## 補足
- 以前の本線出口予告標識は「大石寺 富士山新五合目」とされており、周辺に所在する主要地点名を表記していた。